# Hylaeus acariphorus
Hylaeus acariphorus is een vliesvleugelig insect uit de familie Colletidae. De wetenschappelijke naam van de soort is voor het eerst geldig gepubliceerd in 1985 door Snelling.